# Rue Ella-Fitzgerald
La rue Ella-Fitzgerald est une voie du 19e arrondissement de Paris, en France.

## Situation et accès
La rue Ella-Fitzgerald est une voie située dans le 19e arrondissement de Paris. Elle débute rue du Débarcadère, à Pantin, et rue de la Clôture, à Paris, et se termine sur le quai nord du canal de l'Ourcq mais est connectée au nord à la rue Delphine-Seyrig via le pont du canal de l'Ourcq. Le tramway T3b emprunte la rue.
Le côté est de la voie forme la limite du territoire de Pantin.

## Origine du nom

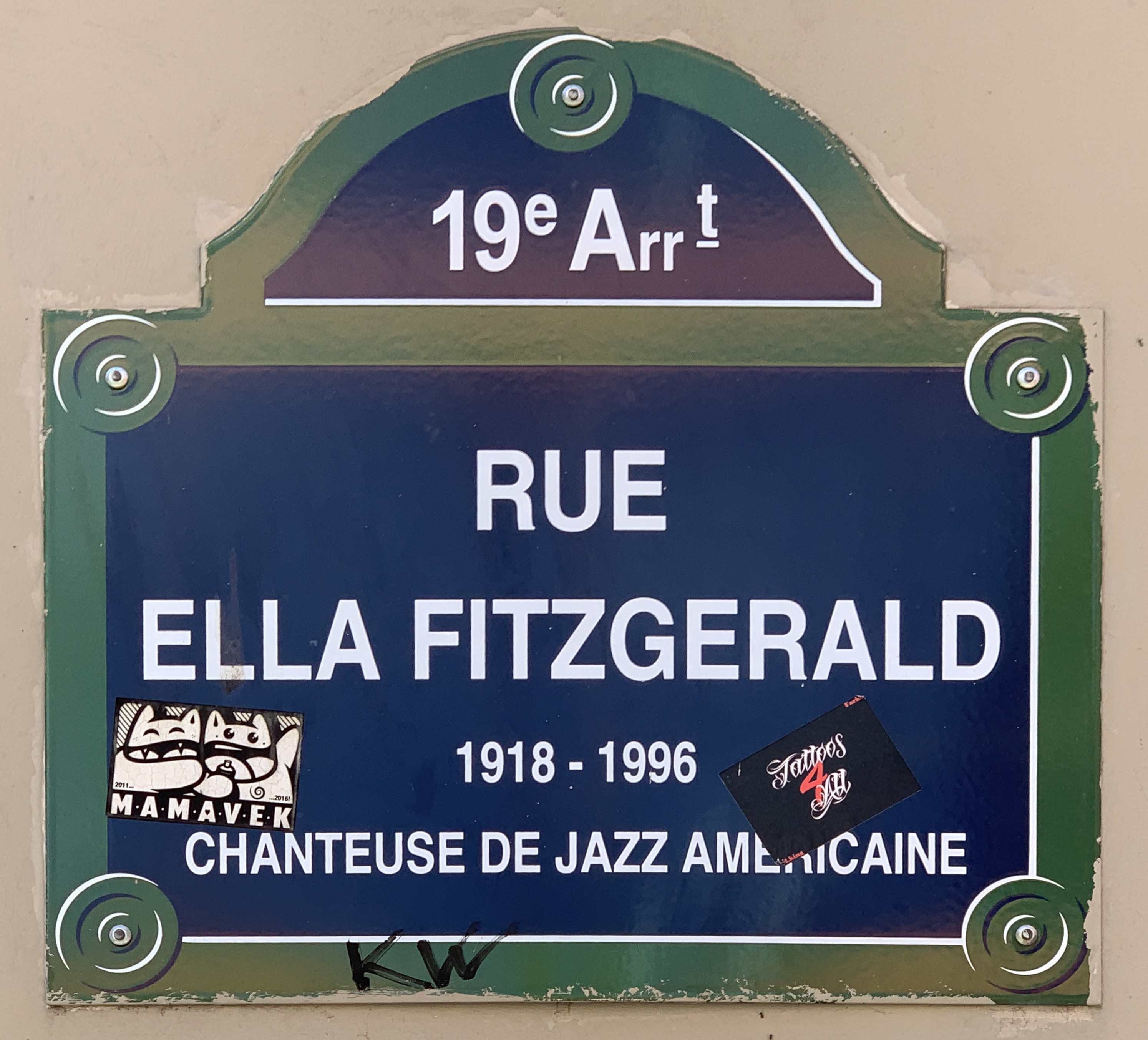
Plaque de la rue.

La rue est nommée en hommage à la chanteuse américaine Ella Fitzgerald (1917-1996).

## Historique
La voie est créée sous le nom provisoire de « voie BH/19 » et prend sa dénomination actuelle par un arrêté municipal du 7 août 2009.